# Cindy: The Doll Is Mine
Pour plus de détails, voir Fiche technique et Distribution.
Cindy, The Doll Is Mine est un court métrage français réalisé par Bertrand Bonello en 2005. Après une présentation hors compétition au Festival de Cannes, son succès lui permet d'être montré en salle selon des modalités qui le rapproche des longs métrages : fin septembre 2005, il est diffusé tous les soirs au MK2 Beaubourg pour 1 euro.

## Synopsis
Il s'agit d'une séance de photo, qui met en présence, d'un côté et de l'autre de l'objectif photographique, deux femmes, le modèle, et la photographe.

## Fiche technique
- Réalisation : Bertrand Bonello
- Scénario : Bertrand Bonello
- Photographie : Josée Deshaies

## Commentaire
Le film s'inspire des travaux de Cindy Sherman, remerciée au générique final.
Les deux rôles sont tenus par la même actrice, Asia Argento. Le film suggère donc une réflexion en acte sur le champ-contrechamp au cinéma.
Le réalisateur, entouré d'une petite équipe, dont l'opératrice Josée Deshaies, s'est dit fasciné en filmant une journée durant une actrice jouant dans le vide.
La référence au Vertigo d'Alfred Hitchcock (1958), film narratif mais aussi théorique, semble assez nette[évasif].
L'émotion éclate au bout d'une dizaine de minutes, la tension accumulée débouchant sur les pleurs du modèle tandis qu'en fond musical l'on entend le titre Doll is mine de Blonde Redhead. C'est d'ailleurs le personnage du modèle qui semble bien avoir mis un disque, hors-champ, rompant le silence pesant de la bande son, le dialogue s'avérant minimal.